# Кірсанов Олександр Васильович
Кірсанов Олександр Васильович (нар. 2 листопада 1902, Москва — 19 травня 1992, Київ) — український хімік; член АН УРСР, працював у галузі органічної хімії, відкрив фосфазореакцію (реакція Кірсанова) (1950) та реакцію прямого амідування карбонових кислот (1949). У 1954 р. уперше синтезував оксойодид фосфору та інші йодиди, а також ізоціанат фосфору.

## Біографія
Олександр Васильович Кірсанов народився 2 листопада 1902 р. в Москві в сім'ї інженера-транспортника. Його батько, Василь Ернестович Кірсанов, працював деякий час військовим інженером, а потім перейшов на цивільну роботу на Білорусько-Балтійську залізницю заступником начальника. Мати, Емілія Іванівна, виховувала сімох дітей. Олександр був сьомою дитиною.
В 11 років він вступає до 1 класу Першого Московського кадетьського корпусу. В 14 років Кірсанов виявляє інтерес до хімії, батьки купили йому найновіші на той час книги по хімії. Деякі з них він зберігав до кінця свого життя.
В 18 років Олександр Васильович не зміг одразу вступити до Московського Вищого технічного училища, оскільки мав непролетарське походження. Проте, через 2 роки, попрацювавши перед цим викладачем курсів підготовки командного складу армій, він таки поступив в МВТУ. Досить скоро його знову відрахували по причині непролетарського походження. Знову поновився. Після смерті батька в 1923 Кірсанов крім навчання починає працювати лаборантом кафедри органічної хімії.
В 1924 закінчує навчання й залишається аспірантом на кафедрі, яку на той ча очолював О. Є. Чичибабін. В 1924 та 1925 Кірсанов публікує свої перші 2 статті на теми амідування піридину та синтезу оксипіридинкарбонових кислот.
Протягом 1920-х років Кірсанов опублікував ряд праць з хімії піридинових основ, розшифрував будову складної природної сполуки — бергеніну, а також впровадив у промислове виробництво алкалоїди кокаїн та гідрастинін, спроектував й виготовив апаратуру для їх синтезу.
В 1930 він був змушений залишити МВТУ, через його розформування. З 1930 по 1932р працює старшим редактором хімічногосектору «Держнауктехновидаву» (тепер видавництво «Химия»). Під його редакцією виходять друком «Синтезы органических препаратов». В 1932р вченого висилають до Свердловська за спробу зв'язатися з академіком Чичибабиним, що виїхав до Франції 1930 р. На новому місці він спочатку керує хімічною лабораторією й консультує в Інституті механічної обробки руд, викладає в Державному університеті. Згодом завідува лабораторією технології хімічних продуктів і коксування в Східному науково-дослідницькому вуглехімічному інституті. В 1939р вченому присуджено ступінь доктора хімічних наук без захисту дисертації, а в 1941р — професора.
В 1940 Кірсанова обирають завідувачем кафедри органічної хімії Свердловського Медичного Інституту.
Під час Великої Відчизняної Війни він працює над створенням ефективних лікарських засобів «карбосульфамідів». В березні 1942 провів аналіз рідини манометрів й термометрів деяких німецьких літаків.
У 1944 переїжджає до Дніпропетровська завідувати кафедрою органічної хімії. Розпочинає роботи по фосфорорганічній хімії.

У травні — серпні 1945 Кірсанов перебуває в Німеччині за наказом наркома чорної металургії СРСР.
В 1949р він відкрив першу іменну реакцію — синтез амідів, діалкіламідів й феніламідів карбонових кислот прямим амідуванням сульфамідом.
RCOOH + SO2(NH2)2 + Py → RCONH2 + PyH+(SO2NH2-)
З 1952 займався вивченням фосфазореакцій: XNH2+ Z2PY3 → 2HZ + XN=PY3
(X=ArSO2, ArCO, Ar, Alk, R2PO)
В 1953 Кірсанов відкрив реакцію окисного імінування похідних тривалентного фосфору N-дихлоровмісними реагентами.
RNCl2 + PX3 → Cl2 + R-N=PX3
В 1956 переїхав до Києва. За короткий час він разом зі співробітниками виконав дослідження з хімії фосфазосполук ізоціанатів кислот фосфору, продуктів фосфорилювання ненасичених вуглеводнів і нітрилів, йодидів фосфору, сіркоорганічних сполук з зв'язком S=N.
В 1961 стає академіком АН УРСР. З 1961 Кірсанов став директором ІОХ АН УРСР. (В 1983 році передав віжки правління Марковському).
Його наукова діяльність — повчальний приклад поєднання фундаментальних досліджень з інтересами практики. Багато сполук з практично корисними властивостями (антибластичними, пестицидними та ін.) було знайдено серед похідних фосфазосполук, ізоціанатів кислот фосфору, імінопохідних сірки.

### Основні напрями наукової діяльності
- Хімія піридину.
- Аміди сульфокислот
- Фосфазосполуки
- Використання йодидів фосфору в органічному синтезі
- Хімія амінокислот сірки

### Головні дати життя
- 1902 народивсся 2 листопада в Москві
- 1912—1919 навчання в першому Московському кадетському корпусі
- 1921—1924 Студентхімічного факультету Московського вищого технічного училища (МВТУ)
- 1924—1930 Робота в МВТУ аспірант, ассистент, старший ассистент
- 1930 премія Держкомітету з хімізації СРСР за роботи з хімії піридинових основ
- 1930—1932 науковий редактор хімічногосектора «Держнауктехновидаву» («Химия»)
- 1932 висланий в Свердловськ
- 1932—1944 робота в наукових і навчальних установах Свердловська
- 1941 присвоєно звання професора
- 1944—1956 завкафедри органічної хімії Дніпропетровського металургійного інституту
- 1945 нагороджегний медаллю «За доблесный труд в Великой Отечественной войне 1941—1945гг.».
- 1945 перебування в Німеччині
- 1946 повна реабілітація (від підозр у зв'язках з «буржуазними силами», Чичибабиним)
- 1948 декан хімічного факультету Дніпропетровського металургійного інституту
- 1951 присуджена премія АН СРСР ім Д. І. Менделєєва за цикл робіт, присвячених дослідженню перетворень сульфамінової кислоти та синтезами на основі сульфаміду
- 1951 обраний членкором АН УРСР. Призначений завідувачем лаборатарії ІОХ
- 1956 остаточний переїзд у Київ
- 1959 призначений замдиректора ІОХ АН УРСР
- 1960 призначений в.о. директора ІОХ АН УРСР
- 1961 обраний дійсним членом (академіком) АН УРСР
- 1961—1983 директор ІОХ АН УРСР
- 1968 створено дослідне виробництво ІОХ АН УРСР
- 1968 нагороджений Золотою медаллю ВДНГ СРСР
- 1971 нагороджений орденом Леніна
- 1972—1982 нагороджений великою кількістю різноманітних нагород, пам'ятних медалей
- 1983—1992 радник при дирекції ІОХ АН УРСР
- 1992 помер 19 травня в Києві